# Bieniew
Bieniew – wieś w Polsce położona w województwie mazowieckim, w powiecie sochaczewskim, w gminie Iłów. Przez miejscowość przebiega droga wojewódzka nr 575.
Sołectwo Arciechów-Bieniew tworzą wsie Arciechów i Bieniew.
| SIMC    | Nazwa                | Rodzaj    |
| ------- | -------------------- | --------- |
| 0566055 | Nowa Kępa Bieniewska | część wsi |

Prywatna wieś szlachecka Bieniewo położona była w drugiej połowie XVI wieku w powiecie gąbińskim ziemi gostynińskiej województwa rawskiego. W latach 1975–1998 miejscowość administracyjnie należała do województwa płockiego.